# Station Izumi-Chuo
Station Izumi-Chūō (和泉中央駅, Izumi-Chūō-eki) is een treinstation in de Japanse stad Izumi. Het wordt aangedaan door de Semboku-lijn en is het eindstation van deze lijn. Het station heeft twee sporen, gelegen aan een enkel eilandperron.

## Treindienst

### Semboku-lijn(stationsnummer SB06)
| 1,2 | ■ Semboku-lijn | richting Nakamozu, Sakaihigashi en Namba |

## Geschiedenis
Het station werd in 1995 geopend.

## Overig openbaar vervoer
Bussen van Nankai.
Nakamozu · Fukai · Izumigaoka · Toga-Mikita · Kōmyōike · Izumi-Chūō